# Jan Różański
Jan Różański – polski lekarz żyjący w XVIII wieku. Autor książki o sztuce położniczej Sztuka babienia. Założyciel szkoły akuszerek w Mohylewie.
Różański znany jest jako autor książki Sztuka Babienia: Dzieło Bardzo Potrzebne Nie tylko odbierającym po wsiach dzieci przy połogu, lecz też i wszystkim, ktorzy oddaleni będąc, nie maią sposobności poradzenia się i wzywania na ratunek w tey Sztuce biegłych, gdyż za iey pomocą pomyślnie ratować mogą Położnice częstokroć dla niedostatku należytey pomocy na wielkie wystawiane niebeśpieczeństwa / z rozmaitych Autorow Francuzkich i Niemieckich zebrana Przez [..] Rozanskiego, w Lekarskiey Sztuce Doktora.
Książka wydana została w 1786 roku w drukarni Piotra Dufour w Warszawie. Po raz drugi wydana została w 1792 roku. W roku 1792 Różański napisał również kolejny podręcznik: O staranności koło kobiet od czasu rozwiązania onych aż do końca połogu.